# Bounden
Bounden est un jeu vidéo de type art game développé et édité par Game Oven, sorti en 2014 sur iOS.
Le jeu a été développé en collaboration avec le Het Nationale Ballet.

## Système de jeu
Deux joueurs doivent suivre les mouvements indiqués sur l'écran tactile pour reproduire des chorégraphies.

## Accueil

### Critique
- Canard PC : 8/10[1]
- Pocket Gamer : 5/10[2]

### Récompenses
Le jeu a été nommé pour le prix Nuovo lors de l'Independent Games Festival 2015.